# 피터 위어
피터 위어(Peter Weir, AM, 1944년 8월 21일 ~ 는 오스트레일리아의 영화감독, 영화 각본가, 프로듀서이다.

## 작품
- 3 투 고 (1971)
- 홈스데일 (1971)
- 왓에버 해픈드 투 그린 밸리? (1973)
- 파리를 먹어치운 차 (1974)
- 행잉록에서의 소풍 (1975)
- 잃어버린 시간 (1977)
- 프럼버 (1979)
- 갈리폴리 (1981)
- 가장 위험한 해 (1982)
- 위트니스 (1985)
- 모스키토 코스트 (1986)
- 죽은 시인의 사회 (1989)
- 그린 카드 (1990)
- 공포 탈출 (1993)
- 트루먼 쇼 (1998)
- 마스터 앤드 커맨더: 위대한 정복자 (2003)
- 웨이 백 (2010)

## 수상
- 1973년 제45회 아카데미 시상식 각색상
- 2004년 제58회 영국 아카데미 시상식 감독상